# USS Serpens-emlékmű
A USS Serpens-emlékmű (USS Serpens Memorial) egy amerikai második világháborús emlékmű az Arlingtoni Nemzeti Temetőben.

## Történelmi háttér
A USS Serpens lőszer- és utánpótlás-szállító teherhajó 1945. január 29-én éjszaka a guadalcanali Lunga Beach-nél horgonyzott, amikor váratlanul felrobbant. A nagy erejű robbanásban a hajó teljesen megsemmisült, és elsüllyedt. A katasztrófában meghalt az Amerikai Egyesült Államok Parti Őrségének 193 tengerésze, 56 katona és Harry M. Levin orvos. A legénységnek tíz tagja élte túl a katasztrófát, de csak kettő volt közülük a hajó fedélzetén a robbanás pillanatában. A holttestek közül mindössze kettőt sikerült azonosítani. Először japán támadásra gyanakodtak, de a vizsgálat nem találta nyomát ennek; feltehetően baleset történt.

## Az emlékmű
A 250 halálos áldozat földi maradványait a hadsereg, a haditengerészet és a tengerészgyalogság közös guadalcanali sírkertjében hantolták el teljes katonai tiszteletadás mellett. 1949. június 15-én a maradványokat az Arlingtoni Nemzeti Temető 34-es parcellájába, 52 sírkamrába és 28 sírba helyezték át. A ceremónián mintegy 1500 ember vett részt.
Az emlékművet, amely egy nyolcoldalú, tömzsi oszlop a USS Serpens katasztrófájában elhunytak nevével, 1950. november 16-án leplezték le. Az avatóbeszédet  Merlin O'Neill, a parti őrség altengernagya mondta. Kijelentette: Nem tudjuk megváltoztatni a múltat, de biztosíthatjuk ezen férfiak tiszteletét és megbecsültségét örökre.